# Olivia Herzog
Olivia Herzog (* 1999) ist eine Schweizer Unihockeyspielerin. Sie steht beim Nationalliga-A-Vertreter Zug United unter Vertrag.

## Karriere

### UHC Zugerland
Herzog spielte im Nachwuchs des UHC Zugerland und wurde 2015/16 zum ersten Mal in der Nationalliga B eingesetzt.

### Zug United
Nach der Saison 2015/16 wurde sie in das Kader der Nationalliga-A-Mannschaft Zug United aufgenommen. 2016 debütierte sie in der ersten Mannschaft von Zug United in der Nationalliga A. Zudem spielt sie neben der ersten Mannschaft weiterhin im Nachwuchs. Am 11. April 2017 gab Zug United die Vertragsverlängerung um ein Jahr bekannt. Ein Jahr später verkündete der Verein, dass Herzog weiterhin für Zug United auflaufen wird.